# L'été s'ra chaud
Ne doit pas être confondu avec L'été sera chaud, film sorti en 2014
 (février 2025).
Si vous disposez d'ouvrages ou d'articles de référence ou si vous connaissez des sites web de qualité traitant du thème abordé ici, merci de compléter l'article en donnant les références utiles à sa vérifiabilité et en les liant à la section « Notes et références ».
L'été s'ra chaud est un single d'Éric Charden sorti en 1979. C'est un des succès solo du chanteur après la fin du duo Stone et Charden en 1975. Le titre, avec une tonalité disco rock, est conçu pour un tube de l'été.
Sorti en 45 tours peu avant l'été 1979, L'été s'ra chaud connaîtra d'une importante couverture télévisée, du fait de la notoriété de Charden lorsqu'il était en duo avec Stone durant la première moitié des années 1970. Le single se classera à partir de la semaine du 9 juillet 1979, où il débute à la 38e place et grimpe jusqu'à la 3e place lors de sa huitième semaine de présence dans le hit-parade, position qu'il gardera la semaine suivante. Il quitte le classement la semaine du 8 octobre 1979 à la 32e place,. Le single se vendra à plus de 300 000 exemplaires en France.